# Phyllodoce multiseriata
Phyllodoce multiseriata är en ringmaskart som beskrevs av Rioja 1941. Phyllodoce multiseriata ingår i släktet Phyllodoce och familjen Phyllodocidae. Inga underarter finns listade i Catalogue of Life.